# Красный (Тихорецкий район)
Красный — хутор в Тихорецком районе Краснодарского края России. Входит в состав Хопёрского сельского поселения.

## Население
| 2002 | 2010 |
| ---- | ---- |
| 248  | ↘186 |

## Улицы
- ул. Красная,
- ул. Партизанская[4].

## Экономика
В хуторе ведет свою деятельность небольшое сельхоз-предприятие ООО "Заречье" созданное в 1999 году.